# Hamed Belem
Clément Pitroipa (Bobo-Dioulasso, 24 de septiembre de 1999) es un futbolista burkinés que juega en la demarcación de extremo derecho para el Rahimo FC de la Primera División de Burkina Faso.

## Selección nacional
Hizo su debut con la selección de fútbol de Burkina Faso el 16 de enero de 2021 en un encuentro del campeonato Africano de Naciones de 2020 contra Malí que finalizó con un resultado de 1-0 a favor del combinado maliense tras el gol de Siaka Bagayoko.

## Clubes
| Club      | País         | Año       | Partidos | Goles |
| --------- | ------------ | --------- | -------- | ----- |
| Rahimo FC | Burkina Faso | 2015-2021 | 32       | 6     |
| USM Alger | Argelia      | 2021-2023 | 22       | 1     |
| Rahimo FC | Burkina Faso | 2024-     | 17       | 1     |